# Janov (district de Rakovník)
Pour les articles homonymes, voir Janov.
Janov (en allemand : Johannesthal) est une commune du district de Rakovník, dans la région de Bohême-Centrale, en République tchèque. Sa population s'élevait à 140 habitants en 2020.

## Géographie
Janov se trouve à 14 km au nord-ouest de Rakovník, à 35 km à l'ouest-nord-ouest de Kladno et à 59 km à l'ouest-nord-ouest de Prague.
La commune est limitée par Deštnice au nord, par Kounov au nord-est, par Milostín à l'est et au sud-est, par Svojetín au sud-ouest et par Měcholupy à l'ouest.

## Histoire
La première mention écrite de la localité date de 1779. Jusqu'en 1924, la localité s'appelait Janové Údolí.